# Buntenberg
Der Buntenberg ist ein 319,6 m hoher Berg des Lipper Berglands zwischen den Ortschaften Göstrup und Laßbruch in der Gemeinde Extertal im Kreis Lippe in Nordrhein-Westfalen. Westlich grenzt er an die Ortschaft Lüdenhausen, Kalletal im Kreis Lippe. Der Berg ist überwiegend bewaldet. 
Auf dem Buntenberg befinden sich Reste einer Wallanlage, die heute als Bodendenkmal geschützt ist. Die Größe einer durch Stein- und Erdwälle sowie Terrassierungen gegliederten Fläche beträgt ca. 24 ha, die einer noch einmal besonders abgegrenzten Kuppe 7 ha. Die Wälle wurden erstmals 1922 von dem Heimatforscher Heinrich Schwanold beschrieben. Eine Vermessung der Anlage wurde 1938 durch die Heimatforscher Bröker und August Meier-Böke durchgeführt. Meier-Böke glaubte in den Wallresten eine urgeschichtliche Wallburg zu erkennen. Nach Ansicht von Friedrich Hohenschwert, dem ehemaligen Leiter des Lippischen Landesmuseums, lassen die Wälle keinen verteidigungstechnischen Sinn erkennen, damit sei aber auch nicht auszuschließen, dass einige der Wälle Reste einer alten Verteidigungsanlage sind.  Eine archäologische Ausgrabung ist auf dem Gelände bis heute nicht erfolgt.

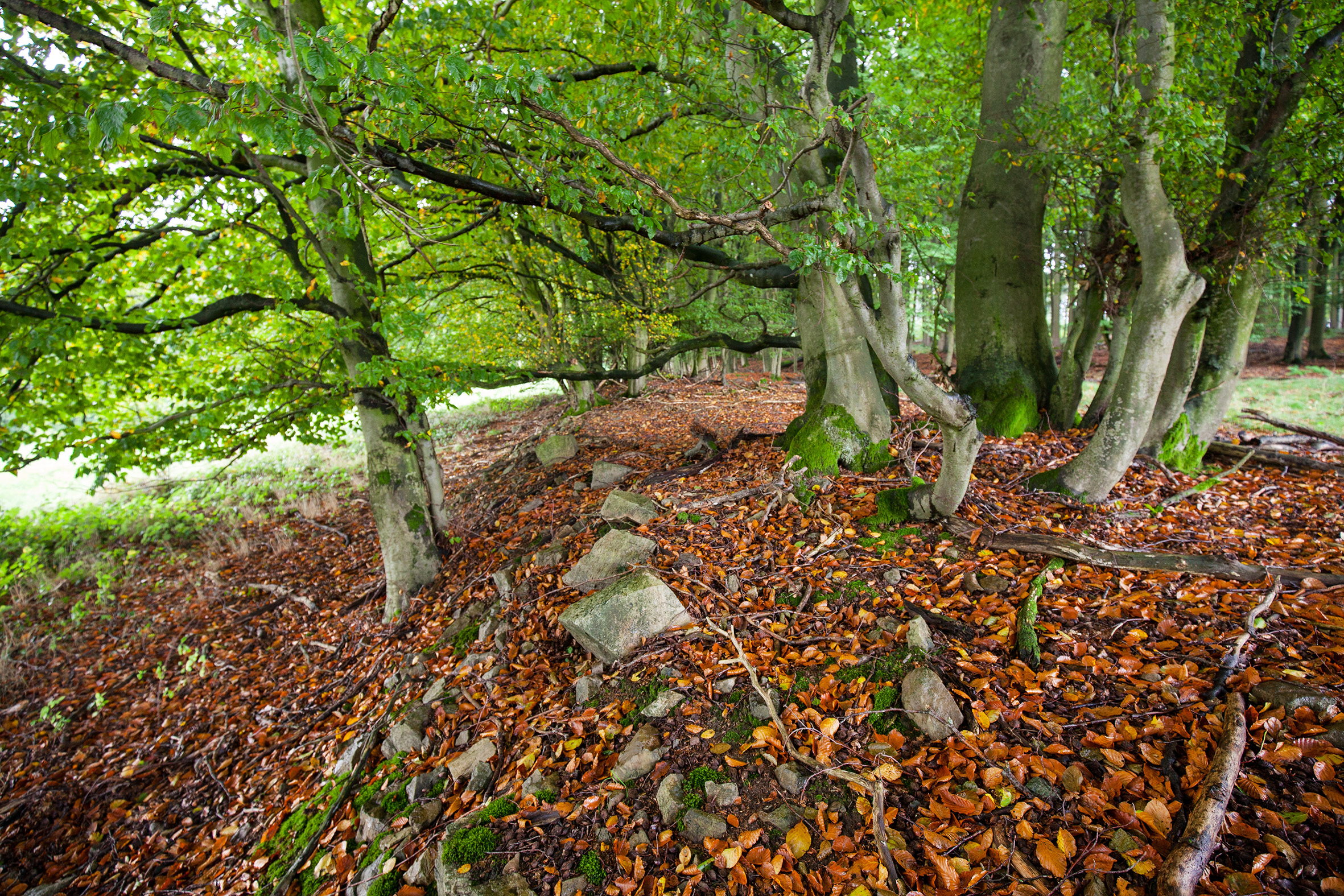
Mit Bäumen bewachsener Steinwall auf dem Buntenberg